# Fatim Zahra Filali Idrissi
 (avril 2025).
 (avril 2025).
Si vous disposez d'ouvrages ou d'articles de référence ou si vous connaissez des sites web de qualité traitant du thème abordé ici, merci de compléter l'article en donnant les références utiles à sa vérifiabilité et en les liant à la section « Notes et références ».
 (juillet 2025).
L'article doit être relu — et modifié si nécessaire — par des contributeurs indépendants pour apporter un regard critique aux contributions effectuées en violation des conditions d'utilisation de Wikipédia, tant sur la forme (notamment concernant le style encyclopédique, la proportionnalité) que sur le fond (la neutralité de point de vue, la qualité et l'indépendance des sources).

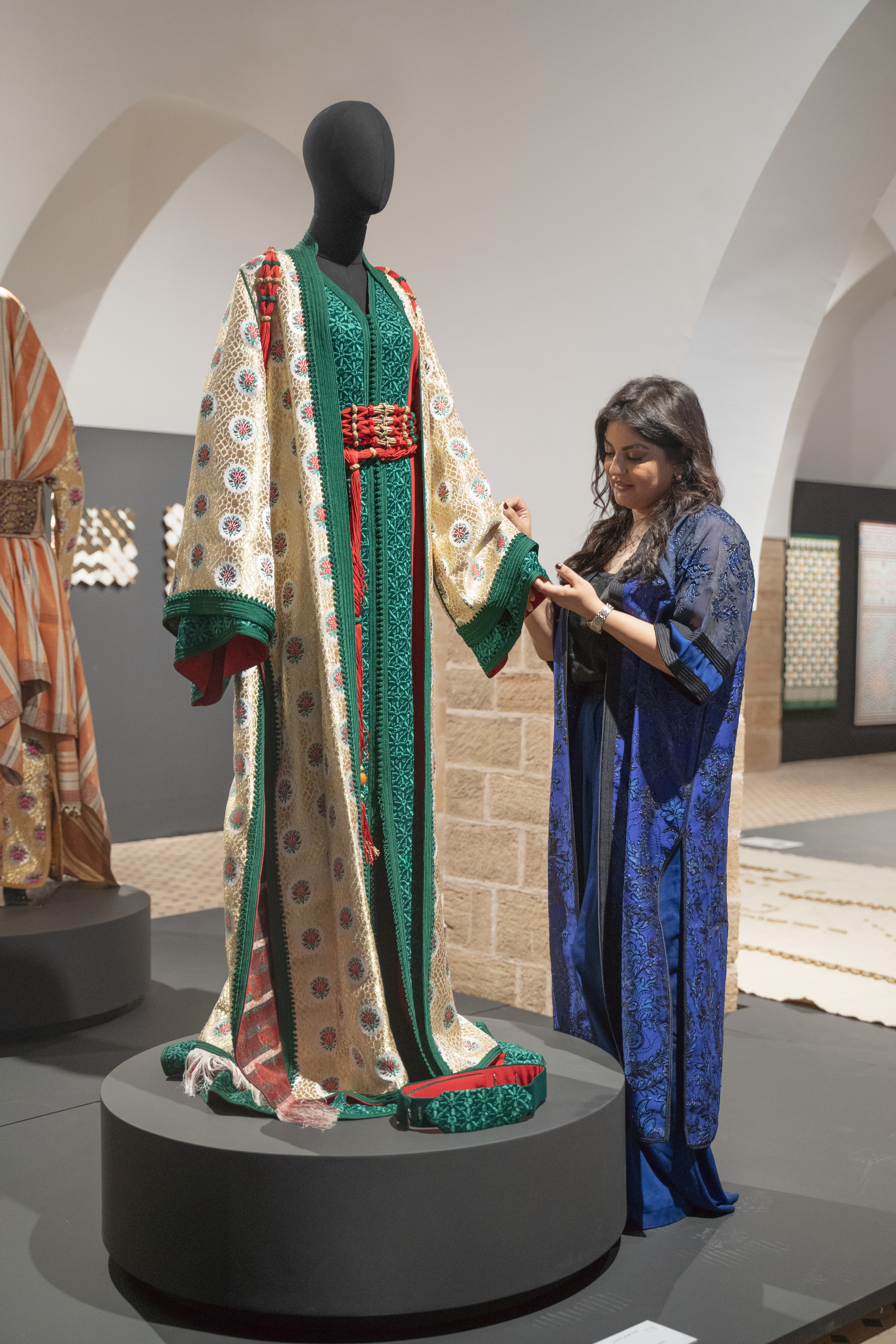
Al Kanz Al Khaled" œuvre de Fatima Zahra Filali Idrissi au musée de Oudayas à Rabat, 2025.

Fatim Filali Idrissi, née le 15 novembre 1975 à Fès, est une styliste marocaine, fondatrice de la maison de couture Maison Fatim, spécialisée dans le caftan de haute couture. Reconnue au Maroc et à l’international, elle est l’une des figures emblématiques de la mode marocaine contemporaine, alliant héritage artisanal et modernité.

## Biographie
Fatim Filali Idrissi est née dans une famille attachée aux valeurs traditionnelles et au commerce artisanal. Son père, Abdelmalek El Filali Echchafiq, commerçant en artisanat marocain vers le Moyen-Orient, transmet très tôt à ses enfants la passion du travail et du savoir-faire. Après le décès de son père, elle reprend à l’âge de 15 ans la gestion des usines familiales au Maroc, tout en poursuivant ses études.
Elle intègre par la suite La Salle College à Casablanca, où elle se spécialise en stylisme et obtient son Master. Après avoir travaillé dans l’événementiel quelques années, elle fonde en 2002 sa maison de couture Maison Fatim, avec une vision claire : réinterpréter le caftan marocain à travers une approche de haute couture.

### Carrière
Fatim Filali Idrissi incarne l'âme de la haute couture marocaine et est l'une des créatrices les plus influentes à l'échelle internationale. Fondatrice de la maison de couture Maison Fatim, elle a révolutionné le caftan traditionnel, le transformant en une œuvre de luxe moderne tout en respectant les codes de l'artisanat marocain. Son génie créatif, combiné à un savoir-faire d’exception, a permis à son nom de briller dans le monde entier.
En 2011, l’ouverture de sa première boutique au Morocco Mall de Casablanca constitue un tournant dans sa carrière, établissant ainsi Maison Fatim comme une référence incontournable de la mode de luxe au Maroc. Cette vitrine exclusive devient rapidement un sanctuaire de la haute couture, où l’élégance marocaine rencontre la modernité de manière sublimée.
Au cours des années suivantes, Fatim Filali Idrissi multiplie les apparitions publiques et les collaborations prestigieuses. En 2012, elle marque son entrée dans le paysage médiatique marocain avec sa participation à l’émission Sabahiyat 2M et son inclusion dans l'ouvrage The Who’s Who in Morocco. Cette même année, elle signe son premier contrat d’envergure avec Jacob Schlepper, consolidant ainsi son ascension dans le monde de la mode de luxe.
Entre 2013 et 2015, ses créations touchent des icônes internationales et des personnalités royales. Elle collabore avec la top model Leïla Hadioui, et habille la chanteuse Saida Charaf. En parallèle, elle devient l’une des figures incontournables du magazine L’Officiel Maroc, et participe activement à des événements de renom comme Miss Arab World. Ces années marquent une accélération fulgurante de sa carrière, l'ouvrant à de nouveaux horizons.
De 2016 à 2019, elle fait sensation sur les podiums internationaux, en prenant part aux plus grands événements de la mode dans des capitales mondiales comme Paris, Los Angeles, Milan et Koweït City. Elle habille des célébrités telles qu'Oprah Winfrey, Nicole Tuck (épouse de DJ Khaled), Dounia Batma, Maria Nadim, et bien d’autres personnalités influentes. En 2018, elle reçoit le prestigieux BAMA Award à Los Angeles pour récompenser son talent exceptionnel. Cette même année, elle devient styliste officielle de la chanteuse Safaa Hbirkou pour le festival Lalla Laaroussa.
En 2019, Fatim Filali Idrissi réalise l’un des projets les plus ambitieux de sa carrière en organisant le premier mariage marocain dans les Maldives, un événement mondialement médiatisé. Elle fait également la couverture de Hola Magazine et participe au Royal Gala Show de Dubaï, consolidant ainsi son statut d'icône internationale de la mode.
L’année 2020 marque un tournant dans son parcours avec la pandémie de Covid-19, mais également une nouvelle ère de créativité pour la designer. Elle participe à des défilés au Carrousel du Louvre et se distingue par sa capacité à s’adapter aux nouvelles réalités. Cette même année, elle est honorée par l'UNESCO pour son engagement en faveur de la préservation du patrimoine culturel marocain, et ses créations sont mises en lumière par France 24.
Les années 2021 et 2022 marquent l'apogée de son influence dans le monde de la mode, avec des créations pour des événements majeurs tels que l'Expo Dubaï 2020 et Place Vendôme à Paris. Elle habille des célébrités de renom comme Sofia Said lors du Festival international du film de Marrakech (FIFM) et la chanteuse Carmen Suleiman.
En 2023, Fatim continue de briller au sommet de la mode, habillant des personnalités de premier plan comme Rania Farid Shawky, Haifa Wehbe, et Mohamed Ramadan. Ces collaborations renforcent sa réputation de créatrice incontournable du luxe et de l'élégance. Elle reçoit également une seconde distinction de l'UNESCO, où elle est une nouvelle fois honorée pour sa contribution au patrimoine culturel marocain à travers le caftan. Elle participe également à la Milan Fashion Week, où ses collections éblouissent les experts de la mode et les grands noms du secteur, et habille la princesse Zairin lors de cet événement prestigieux.
En 2024, elle continue d'élever sa marque à de nouveaux sommets. Elle habille Youssra et Mayssa Maghrebine, des figures marquantes du monde arabe. De plus, elle habille Dalal Ghazali lors de sa présence au Festival de Cannes 2024, une occasion unique de présenter ses créations sur l'une des scènes les plus prestigieuses du cinéma mondial. Maison Fatim continue son expansion internationale, collaborant avec des ateliers de broderie de luxe et se forgeant une clientèle fidèle au sein des élites mondiales, notamment pour des mariages princiers au Golfe.

### Engagements
Fatim Filali Idrissi s’engage dans la préservation du patrimoine vestimentaire marocain, notamment le caftan. Son œuvre vise à faire reconnaître cette tenue emblématique comme patrimoine culturel immatériel par l’UNESCO. Elle œuvre également à la formation de jeunes artisans marocains et collabore avec des maisons internationales telles que Comocrea et Miu Miu.
Son caftan emblématique "NTAA", officiellement déposé à l’OMPIC, est devenu un symbole de son style et de sa vision.

## Distinctions
- Prix UNESCO pour sa contribution au patrimoine marocain (2020, 2023)
- BAMA Award – Los Angeles (2018)